# Pilosella procera
Pilosella procera (нечуйвітер високий як Hieracium procerum) — вид рослин із родини айстрових (Asteraceae).

## Біоморфологічна характеристика
Це трав'яниста багаторічна рослина 20–75 см заввишки, кореневищна. Стебло від одного до кількох пучкових, прямовисне, розгалужене на верхівці, в основі густо вкрите світло-коричневими розлогими щетинками, верхівкові щетинки поступово рідше і змішані з зірчастими волосками, а квіткова голова стає біло чи жовтувато запушена. Листки зі світло-коричневими щільними щетинками і дрібними зірчастими волосками. Прикореневі листки в'януть у період цвітіння. Стеблових листків 10–15(20), сидячі, видовжено-ланцетні, загострені, 3–16 см завдовжки, жовто-зелені. Синцвіття розлого-волотисте, вгорі майже зонтикове, з 15–20 кошиками, гілок 4–7. Обгортки 8–11 мм завдовжки, циліндричні, їхні листочки у 3 чи 4 ряди, з розсіяними світлими волосками, густо зірчасто запушені. Квіточки жовті. Сім'янка темно-коричнева, циліндрична, ≈ 2.2 мм, з 10 ребрами. Папус брудно-білий, ≈ 7 мм. 2n = 36. Період цвітіння й плодоношення: червень — серпень.

## Середовище проживання
Зростає у Євразії — Румунія, Туреччина, Ліван, Іран, Ірак, Сирія, Україна (Крим), Росія (євр. + Сибір), Грузія, Вірменія, Азербайджан, Туркменістан, Китай (Сіньцзян), Казахстан, Узбекистан, Киргизстан, Таджикистан.
В Україні вид зростає на схилах гір, у чагарниках — у гірському Криму (Кримське мисливсько-заповідне господарство).